# Neoechinorhynchida
Neoechinorhynchida, red parazitskih crva bodljikave glave iz razreda Eoacanthocephala. Sastoji se od tri porodice:
- Dendronucleatidae (2)
- Neoechinorhynchidae (102)
- Tenuisentidae (2)